# Seven Years: 1998-2005
Seven Years: 1998-2005 è un album discografico di raccolta del DJ tedesco ATB, pubblicato nel 2005.

## Tracce
1. Humanity (inedito) – 4:25
2. Let U Go (inedito) – 4:24
3. Believe in Me (inedito) – 3:16
4. Trilogie (Part 2) (inedito) – 4:11
5. Take Me Over (inedito) – 4:13
6. Far Beyond (inedito) – 3:40
7. Here with Me – 3:38
8. Ecstasy – 4:08
9. Marrakech – 3:45
10. In Love with the DJ – 3:40
11. Long Way Home – 4:00
12. I Don't Wanna Stop – 3:34
13. You're Not Alone – 3:30
14. Hold You – 3:28
15. Let U Go – 3:27
16. The Fields of Love – 3:43
17. The Summer – 3:46
18. Killer – 3:56
19. Don't Stop! – 3:44
20. 9pm (Till I Come) – 3:16